# Lía Victoria Borrero González
Lía Victoria Borrero González (22 de agosto de 1976) es una reina de belleza oriunda de Las Tablas. Provincia de Los Santos, Panamá que obtuvo el título de Srta. Panamá 1996 y Miss International 1998.

## Biografía y premios
Lía ganó su primera corona cuando fue reina del aniversario de la Escuela Presidente Porras de Las Tablas (1987); luego reina de las Bodas de Oro del Colegio Manuel María Tejada Roca (1992); y después a principios de 1996 cuando fue coronada reina del carnaval de Calle Abajo de Las Tablas, en la provincia de Los Santos, un título que había sido obtenido previamente por su tía del mismo nombre Lía Victoria Borrero de Jurado en 1979.

### Señorita Panamá 1996 & Miss Universo 1997
Borrero compitió en el concurso Srta. Panamá ese mismo año, donde ella batió a otras 14 concursantes entre ellas a Carmen Marín la reina rival de Calle Arriba de Las Tablas durante su carnaval y obtuvo el título de Srta. Panamá 1996. Esto le dio la oportunidad de competir en el Miss Universo que se llevó a cabo en Miami, Florida en 1997.
Lía quedó entre las 6 finalistas de ese concurso, siendo hasta ese momento la Miss Panamá que más alto había llegado en dicho certamen (récord que sería superado en el 2002 por Justine Pasek). Miss USA Brook Mahealini Lee se alzaría con la corona ese año.

### Miss Internacional 1998
Más adelante en 1998 la invitaron a participar en el certamen de belleza Miss International, que se lleva a cabo anualmente en Japón. El 26 de septiembre de 1998, Lía se convierte en la primera panameña en ganar dicho concurso, superando a otras fuertes candidatas como a la actual presentadora del canal E! Daniela Kosán de Venezuela, país que el año pasado fue el triunfador. Borrero trabajó para la asociación internacional de cultura (ICA, por sus siglas en inglés) durante su reinado de un año, ayudando al One Love Fund, un fondo que da donaciones a la gente que sufre de desastres naturales, a través de la creación de las actividades de buena voluntad.
Después de su triunfo en la nación asiática, la hermosa tableña, que por su sencillez se ganó la admiración en su tierra natal y países donde nos ha representado, retornó a Panamá y fue objeto de un apoteósico recibimiento para expresarle el orgullo que representa para todos los panameños el que haya colocado el nombre de Panamá en un tan alto sitial.
Podría afirmarse que el triunfo de Lía Victoria hizo olvidar las rivalidades propias de la temporada carnestoléndica entre Calle Arriba y Calle Abajo de Las Tablas, que se unieron para festejar la victoria de la beldad tableña.

### Reina de Calle Abajo de Las Tablas 1996
Lía Victoria II. fue coronada como la trigésima octava reina del Barrio de Punta Fogón, en el Carnaval de Las Tablas, y de su reinado podemos destacar: el disfraz con luces de Año Nuevo; los inmensos disfraces de culecos; por primera vez se presenta un carro con piezas de lujo para culecos; su coronación ofreció un espectáculo de luces, pirotecnia y coreografía previo a la espectacular entrada cuando Lía Victoria se abrió paso entre la multitud en una limosina blanca, cual una diva del cine, tema central de su carnaval (100 años del cine).
Con tres majestuosos carros, y disfraz con fuentes de agua, les rindió homenaje a diseñadores de modas y fragancias (Channel, Dior y Versace) el sábado de carnaval; el domingo, también en tres carros, alusivo al centenario del cine, lució majestuosa y bella; el espectacular lunes, con el tema mitológico griego “Prometeo Encadenado”, en carros muy estilo Disney, rebasó todo paradigma y modelo por las dimensiones gigantescas del aparejo de su disfraz (casi toda la plataforma), el cual, además, tenía efectos de movimiento; inolvidable el martes y su alegoría de las etnias emberá, con caídas de agua, antorchas de fuego, pero sobre todo, con la soberana quien bailaba con gracia y donaire a más no poder sobre un gigantesco metate hecho de piedras y revestido de arenas blancas. Esta noche fue tan espectacular que al terminar la tuna, Lía Victoria fue subida al “grillo” de la murga para dar otras vueltas al parque.
El viernes de carnavalito lució un tema tropical-futurista, y el sábado una fantasía inspirada en “El Lago de Los Cisnes”, de Tchaikovski.
Recibió el “Búho de Oro” de la prensa nacional, premio otorgado a la reina más carismática y alegre, y a quien presentara el mejor carnaval del año.